# Мрежокрили
Мрежокрилите (Neuroptera) са разред насекоми, които преминават пълна метаморфоза. Описани са над 5800 вида в световен мащаб, от които в България се срещат 119 вида.

## Външен вид
Мрежокрилите имат по четири прозрачни крила с гъсто мрежесто жилкуване, големи съставни очи и силни челюсти. Ларвите на повечето видове са хищни, като някои от тях се хранят с насекоми вредители и се използват за биологичен контрол в земеделието.

## Семейства
Разред Neuroptera – Мрежокрили
- Подразред Hemerobiiformia
  - Надсемейство Ithonioidea
    - Ithonidae
    - Polystoechotidae

  - Надсемейство Osmyloidea
    - Osmylidae

  - Надсемейство Chrysopoidea
    - Chrysopidae – Златоочици

  - Надсемейство Hemerobioidea
    - Hemerobiidae

  - Надсемейство Coniopterygoidea
    - Coniopterygidae
    - Sisyridae

  - Надсемейство Mantispoidea
    - Dilaridae
    - Mantispidae
    - Mesithonidae
    - Rhachiberothidae
    - Berothidae
- Подразред Myrmeleontiformia
  - Надсемейство Nemopteroidea
    - Psychopsidae
    - Nemopteridae

  - Надсемейство Myrmeleontoidea
    - Nymphidae
    - Myrmeleontidae – Мраволъви
    - Ascalaphidae